# Salvatore Inzerillo (Mafioso)
Salvatore Inzerillo (* 20. August 1944 in Palermo; † 11. Mai 1981 ebenda) war ein italienischer Mafioso aus Sizilien. Er gehörte zu den traditionellen Mafiafamilien des Bontade-Inzerillo-Badalamenti-Spatola-Syndikats, die im Rahmen der sogenannten „Pizza Connection“ in den 1970er bis Anfang der 1980er Jahre den Heroinhandel kontrollierte und enormen Reichtum erwirtschaftete. Seine Eliminierung fand kurz nach dem Mord an Stefano Bontade in der Anfangsphase des Zweiten Mafiakrieges statt.

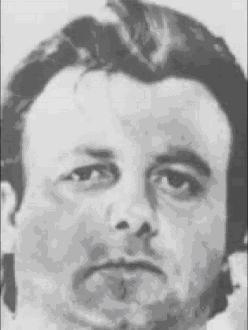
Salvatore Inzerillo

Leiche von Salvatore Inzerillo

Tatort des Mordanschlages

## Leben

### Persönliches
Salvatore Inzerillo wurde in eine weitverzweigte Mafiafamilie hineingeboren. Seine Familie spielte traditionell eine starke Rolle in der Mafiafamilie, die in Palermos Stadtteilen Passo di Rigano und Uditore beheimatet ist. Die Inzerillos waren mit den ebenfalls einflussreichen Di Maggios sowie mit dem Gambino-Clan, der eine der fünf Mafiafamilien von New York leitete, verwandt.
Als die Hochburg des Inzerillo- wie auch des Bontade-Clans wird das Palermitaner Stadtviertel Altarello, südlich von Passo di Rigano und Uditore, gesehen.
Zu dem Kernterritorien der Mafiafamilie gehörten neben Passo di Rigano und Uditore, auch Bellolampo, Bocca di Falco, Borgo Nuovo und andere Stadtteile.
Salvatore Inzerillo war mit Filippa Spatola, der Schwester des Bauunternehmers Rosario Spatola aus der Via Beato Angelico in Uditore, verheiratet. Andere Quellen berichteten, dass er seine Cousine Giuseppa Di Maggio, Tochter des Bruders seiner Mutter, Rosario Di Maggio, heiratete. Er hatte mit ihr zwei Söhne Giuseppe und Giovanni. Der Familiensitz befand sich in der Via Castellana in Passo di Rigano. Er galt als eitel, war gebräunt, trug Ray Ban-Sonnenbrillen, goldene Halsketten und ein Toupet aus kupferfarbenen Kunsthaar.

### Werdegang
In den frühen 1970er Jahren begannen einige Familien der Cosa Nostra den Drogenhandel, hauptsächlich mit Heroin, in großem Umfang zu organisieren. Der Inzerillo-Clan tat sich dabei aufgrund seiner weitverzweigten Verbindungen besonders hervor. Das in kleinen geheimen Labors veredelte Heroin wurde über die sogenannte Pizza Connection in die USA geliefert.
1978 folgte Inzerillo seinem Onkel Rosario Di Maggio nach und wurde zum Boss seiner Mafiafamilie. Zusammen mit seinem engen Freund Stefano Bontade, dem wohl mächtigsten palermitanischen Mafiaboss der 1970er Jahre, dominierte er nicht nur den Drogenhandel, sondern auch die Cosa Nostra. In den 1970er Jahren teilte sich die Cosa Nostra jedoch in zwei Fraktionen auf: Die eine wurde von Bontade, Inzerillo und Gaetano Badalamenti geführt, die andere von den Corleonesi und dem Greco-Clan um Michele Greco. Bontade war für die Raffination der Heroinbase in den Laboratorien der Stadt zuständig, während Inzerillo den Export der Drogen mit Gewinnen von 50.000 USD/kg in die USA organisierte.
Inzerillo verfügte über ein exzellentes Netzwerk zu Politikern und lokalen Behörden.
Die Machtübergabe und Nachfolgeregelung der alten Patengeneration, wie Di Maggio an Inzerillo funktionierte faktisch nicht und führte dazu, dass konkurrierende Organisationen und teilweise sogar die eigenen Verwandten über die designierten Nachfolger herfielen.
Dabei gewannen die Corleonesi, geführt von Salvatore Riina und Bernardo Provenzano, immer mehr die Oberhand und isolierten Bontade und Inzerillo zunehmend in der Cosa Nostra. In der Kommission waren sie an wichtigen Entscheidungen oft nicht mehr beteiligt und erfuhren erst nächträglich von diesen, wie Tommaso Buscetta später zu Protokoll gab. Innerhalb Inzerillos Familie bildete sich eine Gruppe, die sich heimlich den Corleonesern anschloss und mit ihnen im Stillen die Machtübernahme plante.
Etwa 1980 kamen Zweifel an der Führungskraft Salvatore Inzerillos als Nachfolger Di Maggio auf. Zu den direkten gegnerischen Clans entwickelten sich die Opposition der Greco aus Ciaculli und Marchese vom Corso dei Mille, die sich zu einem Bündnis zusammenschlossen.
Dank der enormen Geldströme durch den internationalen Rauschgifthandel fühlte sich Salvatore Inzerillo zu Plänen ermutigt, die einflussreichen Gruppierungen der Palermitaner Familie in einer Art Super-Herrschaft zusammenzufassen. Inzerillo erwies sich als sehr geschäftstüchtig. Neben Sizilien wollte er die Geschäftsfelder über die Pizza-Connection hinaus weiter internationalisieren. In Atlantic City sollte das Glückspiel ausgebaut werden, dazu wurden Immobilien aufgekauft. In Südamerika arbeitete der Geschäftsfreund Tommasso Buscetta für ihn in der Grundstücksspekulation. Diese Vorhaben endeten 1981 abrupt mit der Ausschaltung Inzerillos.
Bontade und Inzerillo hatten die Gemeinschaftskasse der Clans (Volumen: 20 Mrd. Lira, umgerechnet 40 Mio. DM nach damaliger Kaufkraft) für die Abwicklung eines Sondergeschäftes missbraucht und damit einen schweren Vertrauensbruch verursacht.
1981 begann der Zweite Große Mafiakrieg mit dem Mord an Stefano Bontade am Abend des 23. April. Inzerillo reagierte auf diesen Mord mit Schutzmaßnahmen, wie einem kugelsicheren Alfetta. Laut Buscetta -der ihn aus seinem brasilianischen Exil warnte, nun extrem vorsichtig zu sein- sah er sich jedoch nicht in großer Gefahr, da er den Corleonesern noch eine große Summe Geld schuldete, was diese als Erlös aus einem Drogengeschäft erhalten sollten.

### Ermordung
Am 11. Mai 1981 wurde er jedoch ermordet: Als er aus dem Haus seiner Geliebten in der Via Brunelleschi Nummer 51, im Norden von Passo di Rigano, trat und in seinen kugelsicheren Wagen einsteigen wollte, wurde er von mehreren Salven aus einer Kalaschnikow niedergestreckt. Exakt dieselbe Waffe war bereits beim Mord an Bontade verwendet worden; 1982 kam sie auch beim Mord an General Carlo Alberto Dalla Chiesa zum Einsatz. Es wird vermutet, dass sie von Pino Greco, einem gefürchteten und enorm brutalen Mafioso, bedient wurde. Die Mitwisser des Anschlages kamen jedoch vermutlich aus dem Freundeskreis Inzerillos.
Die im großen Stil von den Corleonesi verwendete AK-47 Kalaschnikow war eine Sonderanfertigung eines sizilianischen Büchsenmachers, welche das Schnellfeuergewehr in Bezug auf Geschossgeschwindigkeit verbessert hatten, um eine größere Durchschlagskraft bei der Abgabe von Feuerstößen auf gepanzerte Wagen zu erreichen.

### Rache an seinen Familienangehörigen
Im Anschluss an diese Exekutionen der beiden Bosse wurden hunderte ihrer loyalen „Soldaten“ im Laufe des Zweiten Mafiakrieges zwischen 1981 und 1982 ermordet.
Der Sohn Salvatore Inzerillos, zwei seiner Brüder und ein Onkel wurden ebenfalls getötet. Es gehörte zum erklärten Ziel der Anti-Bontade-Inzerillo-Allianz, die Familie Inzerillo auszurotten. Giuseppe Greco, Angehöriger der Todesschwadron, soll gesagt haben, dass von der Inzerillo-Familie „kein Samen übrig bleiben sollte“.
Von Salvatores siebzehnjährigen Sohn Giuseppe wird berichtet, dass er sich nach der Tat geschworen hatte, seinen Vater zu rächen. Gemäß Zeugenaussagen wurde er am 12. Juni 1981 von der Todesschwadron der Corleonesi ergriffen und in einen Schweinestall in der Nähe von Santa Maria di Gesù verschleppt. Giuseppe Greco soll ihn mit den Worten „Era con questo braccio che volevate uccidere ‚Totò‘ Riina? - Mit diesem Arm wollten Sie ‚Totò‘ Riina töten?“ den Arm abgeschnitten und den Schweinen zum Fraß vorgeworfen haben. Seine Überreste wurden in Salzsäure aufgelöst.
Salvatores Bruder Santo wurde am 27. Mai 1981 erwürgt und Pietro Inzerillo irgendwann im November 1981 getötet, indem man ihn erschoss, seine abgetrennten Genitalien in seinen Mund stopfte und seine Leiche in dem Kofferraum eines Autos hinterließ.
Die Verräter innerhalb der Familie, wie Inzerillos Vizeboss Salvatore Montalto, überlebten dagegen und stiegen in der Hierarchie sofort auf.

## Rückkehr der Überlebenden
Die überlebenden Inzerillos flohen aus Uditore und Passo di Rigano in die USA, von wo sie vor einigen Jahren nach Palermo zurückkehrten, was erneut Konflikte auslöste. Das seit den 1980er Jahren die Cosa Nostra beherrschende Bündnis der Corleonesi ließ Spannungen über die Frage erkennen, wie mit den „Rückkehrern“ zu verfahren sei.
Anfang der 2000er gehörten Tommaso und Francesco Inzerillo zu diesen Rückkehrern. Ihre Beteiligung an den Geschäften des Salvatore Inzerillo leugneten sie allerdings. Antonio Rotolo, Capomafia aus Pagliarelli sagte aus, dass „die Inzerillos die Toten hatten aber auch das ganze Geld“, welches nicht beschlagnahmt wurde. Die überlebenden Inzerillo wurden von Teilen der Cosa Nostra eingeladen, an der Neukonstituierung der Provinzkommission teilzunehmen. Eine Mordserie im Jahr 2007 deuteten darauf hin, dass alte Animositäten möglicherweise wieder aufgeflammt waren. 2008 wurde Salvatores Sohn und späteres Familienoberhaupt Giovanni im Rahmen der Operation Old Bridge und den gemeinsamen Geschäften mit den Gambino verhaftet.